# Repartimiento de Huete
El repartimiento de Huete (también conocido como padrón de Huete) fue un censo elaborado en la localidad de Huete (provincia de Cuenca, España) en 1290 para el repartimiento de impuestos entre las juderías de la Corona de Castilla.

## Historia
Las aljamas judías de las ciudades castellanas estaban dominadas por oligarquías locales, en un proceso que se inició primero en las juderías de las ciudades y que se extendió progresivamente durante el siglo XIII a juderías de poblaciones más pequeñas. Este proceso generó que se comenzaran a producir reuniones entre los representantes de cada aljama, estando representadas las aljamas más pequeñas por el líder de la aljama urbana más próxima.
En estas reuniones se procedía al repartimiento de impuestos que los judíos debían tributar a la corona, de tal modo que la carga fiscal se repartiera en proporción a la población de cada judería. El repartimiento de Huete de 1290 es el primer testimonio de una reunión de dichos representantes y permite estimar que la población judía en la Corona de Castilla para ese año se encontraba entre 400.000 y 450.000 personas.